# Platten (bei Wittlich)
Platten ist eine Ortsgemeinde im Landkreis Bernkastel-Wittlich in Rheinland-Pfalz. Sie gehört der Verbandsgemeinde Wittlich-Land an.

## Geographie
Der Ort liegt an der Lieser in einem Seitental der Mosel. Nächstgelegene Mittelzentren sind Wittlich und Bernkastel-Kues.

## Geschichte

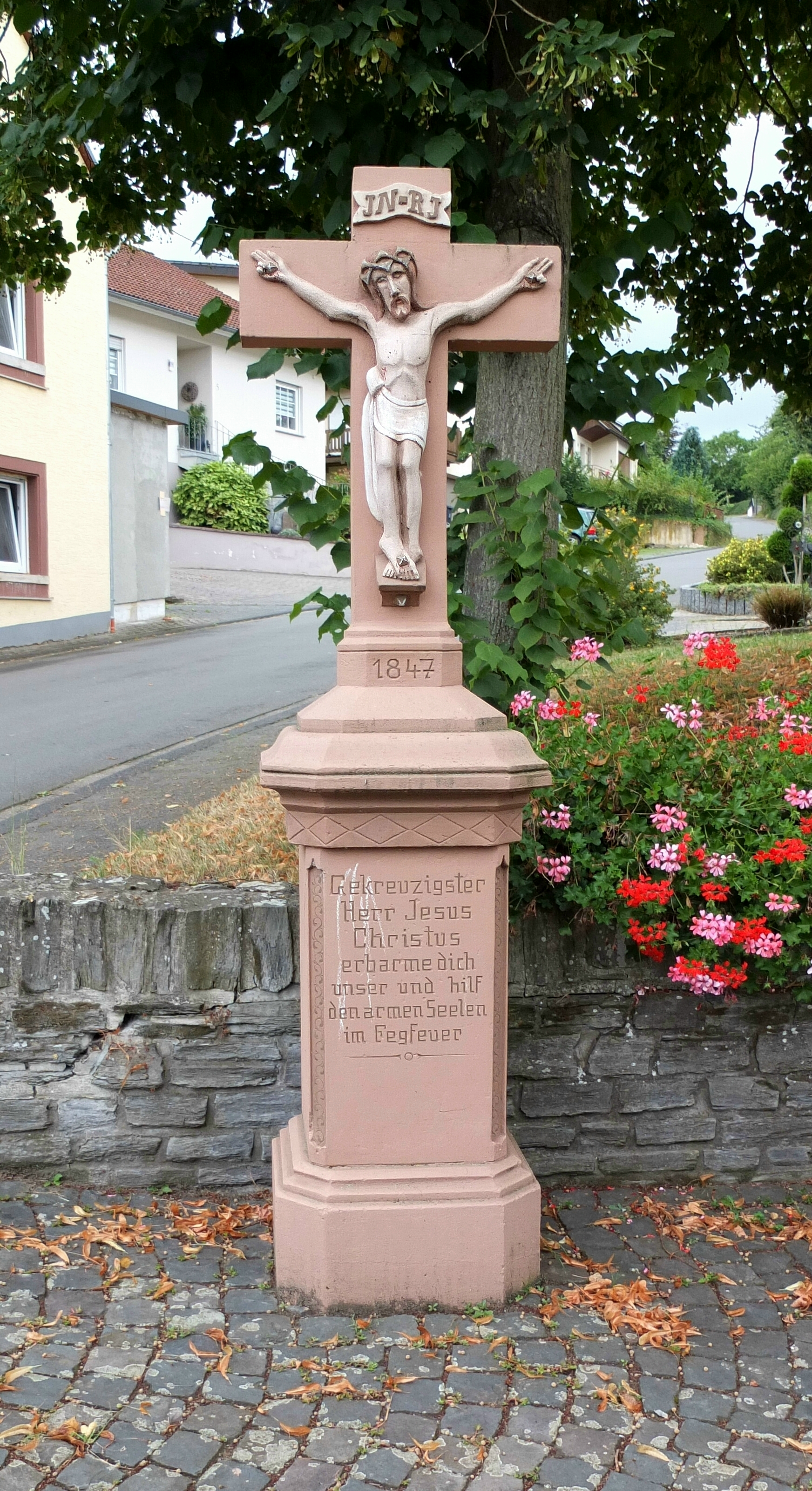
Wegekreuz von 1847

Platten wurde erstmals 1084 als villa Platana urkundlich erwähnt. Ab 1794 stand Platten unter französischer Herrschaft, 1815 wurde der Ort auf dem Wiener Kongress dem Königreich Preußen zugeordnet. Seit 1946 ist er Teil des damals neu gebildeten Landes Rheinland-Pfalz.
Bevölkerungsentwicklung
Die Entwicklung der Einwohnerzahl der Gemeinde Platten, die Werte von 1871 bis 1987 beruhen auf Volkszählungen:
| Jahr | Einwohner |
| 1815 | 302       |
| 1835 | 408       |
| 1871 | 498       |
| 1905 | 586       |
| 1939 | 554       |
| 1950 | 564       |

| Jahr | Einwohner |
| 1961 | 596       |
| 1970 | 615       |
| 1987 | 741       |
| 1997 | 859       |
| 2005 | 882       |
| 2023 | 876       |

## Politik

### Bürgermeister
Jürgen Jakoby ist seit dem 26. August 2019 Ortsbürgermeister von Platten. Er wurde im Juni 2024 wiedergewählt.
Die Vorgängerin Dorothea Kuhnen hatte das Amt seit dem April 2016 ausgeübt, zuvor war ihr Ehemann Alfons Kuhnen Ortsbürgermeister.

### Wappen
| Wappen von Platten | Blasonierung: „Im silbernen Schildhaupt ein rotes Balkenkreuz, darunter in Blau ein silberner Schrägbalken, belegt mit drei goldenbesamten, fünfblättrigen, roten Rosen. In Blau oben ein silberner Forsthaken.“ |
| Wappen von Platten | |